# Bernard Clavel
Bernard Clavel (født 29. maj 1923 i Lons-le-Saunier, død 5. oktober 2010 i Grenoble) var en fransk forfatter, der i 1968 fik Goncourtprisen for romanen Les Fruits de l'hiver.

## Titler oversat til dansk
- Himlens søjler (1986)